# Bukowiec (gromada w powiecie pilskim)
Bukowiec – dawna gromada, czyli najmniejsza jednostka podziału terytorialnego Polskiej Rzeczypospolitej Ludowej w latach 1954–1972.
Gromady, z gromadzkimi radami narodowymi (GRN) jako organami władzy najniższego stopnia na wsi, funkcjonowały od reformy reorganizującej administrację wiejską przeprowadzonej jesienią 1954 do momentu ich zniesienia z dniem 1 stycznia 1973, tym samym wypierając organizację gminną w latach 1954–1972.
Gromadę Bukowiec z siedzibą GRN w Bukowcu utworzono – jako jedną z 8759 gromad na obszarze Polski – w powiecie pilskim w woj. poznańskim, na mocy uchwały nr 38/54 WRN w Poznaniu z dnia 5 października 1954. W skład jednostki weszły obszary dotychczasowych gromad Bukowiec, Gajewo i Zofiowo ze zniesionej gminy Jędrzejewo w tymże powiecie. Dla gromady ustalono 13 członków gromadzkiej rady narodowej.
Gromadę zniesiono 1 stycznia 1958, a jej obszar włączono do gromad: Kuźnica Czarnkowska (miejscowości Czarnków Zanotecki, Modrzewie, Radosiewo i Zofiowo) i Jędrzejewo (miejscowości Bukowiec, Gajewo i Pijanica) w tymże powiecie.